# Танковая дивизия вермахта

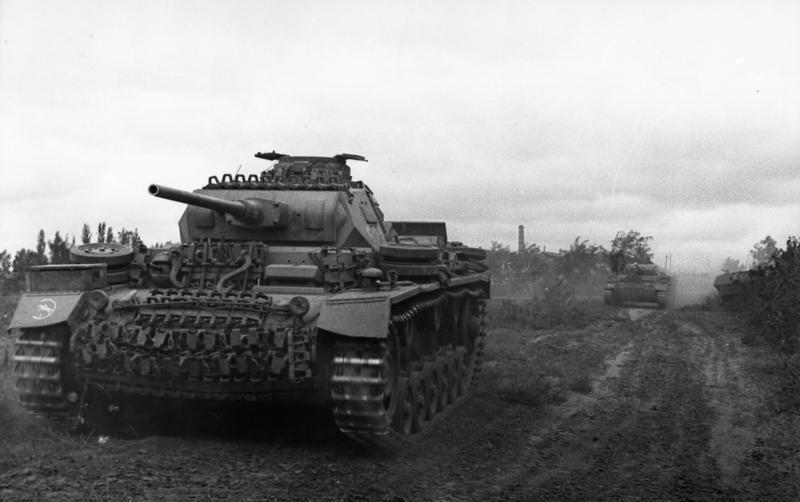
Pz III 24-й танковой дивизии во время операции «Блау». Территория МТС (бывш. Кожзавод Смирнова). Сталинград, 13-14 сентября 1942 года

Танковая дивизия (нем. Panzer-Division) — комбинированное тактическое соединение вермахта, включавшее танковые части и мотопехоту, а также артиллерию, ПВО, связь и другие вспомогательные подразделения.
Количественный состав дивизий, а также доли танковых и моторизованных подразделений в составе дивизий, менялись с течением времени.

## Роль во Второй мировой войне
Танковая дивизия была основным инструментом тактики блицкрига. В отличие от других армий мира, использовавших танки, в основном, для поддержки действий пехоты, в вермахте танковым силам отводилась самостоятельная роль — прорыв обороны противника на глубину до сотен километров. Для этого танковая дивизия имела в своём составе мотопехоту, передвигавшуюся на грузовиках и бронетранспортёрах и буксируемую тягачами, а затем (с 1943 г.) и самоходную артиллерию. Совместные действия танков и штурмовой авиации в сочетании со смелыми и неожиданными для противника стратегическими ходами командования обеспечили решающий успех вермахта в начальный период Второй мировой войны.
В довоенный период в Германии были сформированы следующие танковые дивизии: 1-я (1935), 2-я (1935), 3-я (1935), 4-я (1938) и 5-я (1938). В августе 1939, накануне польской кампании, была сформирована шестая по счёту танковая дивизия, получившая при формировании 10-й номер. Начало 2-й Мировой войны показало, что танковые соединения имеют большой потенциал боевого применения, и этот вывод подтолкнул командование Вермахта к решению сформировать осенью 1939 года четыре новые танковые дивизии, 6-ю, 7-ю, 8-ю и 9-ю на базе так называемых лёгких дивизий, 1-й, 2-й, 3-й и 4-й лёгких соответственно.
После победы над союзниками во Франции в мае-июне 1940 года Гитлер устремил свой взор на восток. Однако для победы в кампании против СССР Вермахту требовалось большее количество танковых дивизий. В августе 1940 года началась реорганизация танковых войск, и осенью 1940 года на базе нескольких пехотных дивизий 1-й волны мобилизации, как наиболее боеспособных, были сформированы десять новых танковых дивизий, с номерами с 11-й по 20-ю. Поскольку танковая промышленность Германии не успевала за потребностью в новых танковых соединениях, нехватку танковых полков восполнили путём дробления танковых бригад двухполкового состава уже имевшихся танковых дивизий. После данной реорганизации во всех танковых дивизиях, старых и новых, остался только один танковый полк двух- или трёхбатальонного состава. При этом предполагалось, что снижение вдвое количества танков в танковых дивизиях будет скомпенсировано ускоренным ростом числа средних танков PzKpfw III и PzKpfw IV с одновременным снижением доли лёгких.
В августе 1941 года 5-я лёгкая дивизия, действовавшая в составе Африканского корпуса в Ливии, была переформирована в 21-ю танковую дивизию.
Также уже после начала войны с СССР были сформированы танковые дивизии: 22-я (в сентябре 1941), 23-я (в сентябре 1941), 24-я (в ноябре 1941, второе формирование — в феврале 1943), 25-я (в феврале 1942), 26-я (в сентябре 1942), 116-я (в марте 1944) и 130-я учебная (в январе 1944). В конце войны помимо номерных формировались и приняли участие в боях именные танковые дивизии, созданные с нуля или на базе различных частей, ранее понёсших потери. Также в составе войск СС существовали пять танковых (нем. Panzer), а также моторизованные (нем. Panzergrenadier) дивизии СС.

## Организация дивизии

Примерный состав немецкой танковой дивизии образца 1941 года (на англ.яз.).

ОШС 11-й танковой дивизии на 28 июня 1942.

Количественный состав дивизий, а также доли танковых и моторизованных подразделений в составе дивизий менялись с течением времени.
С 1939 по 1940 гг. танковая дивизия состояла из двух бригад: танковой, состоящей из двух танковых полков, и пехотной, в составе двух моторизованных пехотных полков (включая только один механизированный батальон на бронетранспортёрах SdKfz 251 из-за общей нехватки последних). Также в дивизию входили артиллерийский полк (два дивизиона), разведывательный батальон, мотоциклетный батальон, противотанковый дивизион, сапёрный батальон, батальон связи и часть дивизионной поддержки.

ОШС 15-го танкового полка на 28 июня 1942

Опыт Польской и Французской кампаний показал, что танковые дивизии, сформированные из бригад, являются слишком громоздкими и неудобными в ходе тактического применения, в результате чего с июля 1940 года началась реорганизация танковых дивизий. Управления танковых и пехотных бригад расформировали, а количество танковых полков в дивизиях сократили с двух до одного. Основной ударной силой танковой дивизии был танковый полк. Высвобождение «лишних» полков позволило организовать формирование новых дивизий. Таким образом сокращение управлений бригад и количества танковых полков в дивизии позволили до вторжения в СССР выполнить личный приказ Гитлера по увеличению вдвое количество дивизий, без общего увеличения количества танков.
К 22 июня 1941 года немецкая танковая дивизия имела общую численность личного состава 13 700 человек. В танковом полку находилось около 2600 человек, моторизованная бригада (состояла из двух моторизованных полков по два батальона каждый) насчитывала около 6000 человек, мотоциклетный батальон имел 1078 человек, разведывательный батальон 407 человек, артиллерийский полк трёхдивизионного состава (24 единицы 105-мм лёгкие полевые гаубицы, 12 единиц 150-мм тяжёлых гаубиц), также в остальной дивизии находились 4 единицы 150-мм тяжёлых орудия, по 2 в каждом моторизованном полку), 20 единиц 75-мм орудий и 30 единиц 81-мм миномётов. Противотанковая артиллерия дивизии состояла из 48 единиц 37-мм и 50-мм орудий. Зенитная 20-мм, 37-мм и 88-мм артиллерия в состав не входила и придавалась от ВВС.
| Часть                     | Численность  | Вооружение |
| ------------------------- | ------------ | --- |
| Танковый полк             | 2600 человек | 28 танков Pz.IV, 68 Pz.III и 30 Pz.II, 16 КШМ, включая PzBef |
| Моторизованная бригада    | 6000 человек | 4 150-мм тяжёлых орудия |
| Артиллерийский полк       |              | 24 105-мм лёгкие полевые гаубицы, 12 150-мм тяжёлых гаубиц |
| Мотоциклетный батальон    | 1078 человек | 9 противотанковых ружей, 58 ручных пулемётов, 14 станковых пулемётов, 9 50-мм и 6 81-мм миномётов, 3 37-мм противотанковых и 2 75-мм лёгких пехотных орудия, 137 автомашин, 196 мотоциклов с коляской и 71 — без коляски |
| Разведывательный батальон | 407 человек  | 25 бронеавтомобилей, 3 37-мм противотанковые пушки, 11 противотанковых ружей, 2 75-мм лёгких пехотных орудия |

К 22 июня 1941 года на Восточном фронте находилось 17 танковых дивизий и ещё две были в резерве Верховного командования сухопутных войск. 11 дивизий имели танковые полки двухбатальонного состава (в среднем по 147 танков в дивизии) и 8 — танковые полки трёхбатальонного состава (в среднем по 209 танков танков в дивизии).
- Управление дивизии:
  - 1 дивизионный штаб (2 ручных пулемёта)
  - 1 (моторизованный) рота сопровождения танковой дивизии
  - 1 тяжёлый взвод (4 станковых пулемёта и 6 ручных пулемётов)
  - 1 взвод самоходных зенитных установок (4 20-мм орудия)
  - 1 мотоциклетный взвод (6 ручных пулемётов)
  - 1 (моторизованный) картографический отряд

- 1 танковый полк:
  - Штаб полка и штабная рота
  - 1 зенитный взвод (8 — 37-мм Flak 43)
  - 1-й танковый батальон:
    - Штаб
    - Штабная рота (12 ручных пулемётов и 3 счетверенных 20-мм самоходных орудия)
    - 4 танковые роты (каждая с 22 танками Pz IV)
    - 1 ремонтная рота
    - 1 рота снабжения
    - 1 рота технического обслуживания

  - 2-й танковый батальон
    - Штаб
    - Штабная рота (12 ручных пулемётов и 3 счетверенных 20-мм самоходных орудия)
    - 4 танковые роты (каждая с 22 танками Pz V)
    - 1 ремонтная рота
    - 1 рота снабжения
    - 1 ремонтная рота

- 1 (полугусеничный) моторизованный полк:
  - штаб и штабная рота (2 ручных пулемёта)
  - 1 взвод связи
  - 1 мотоциклетный взвод (6 ручных пулемётов)
  - 1 моторизованный батальон
    - Штаб моторизованного батальона
    - 3 мотопехотные роты (4 станковых пулемёта, 18 ручных пулемётов, 2 81-мм миномёта)
    - 1 (моторизованная) тяжёлая рота
      - 1 зенитный взвод (6 20-мм зенитных орудий)
      - 1 миномётный взвод (2 ручных пулемёта и 4 120-мм миномёта)

    - 1 (моторизованная) рота снабжения (5 ручных пулемётов)

  - 1 моторизованный батальон
    - Штаб моторизованного батальона (5 ручных пулемётов)
    - 3 (полугусеничные) мотопехотные роты (3 станковых пулемёта, 30 ручных пулемётов, 2 81-мм миномёта, 7 20-мм зенитных орудий и 2 75-мм орудия)
    - 1 (полугусеничная) тяжёлая рота
      - 1 сапёрный взвод (исключен) (13 ручных пулемёта, 1 37-мм PAK и 6 огнемётов)
      - 1 противотанковый взвод (3 75-мм PAK и 9 ручных пулемётов)
      - 1 взвод пехотных орудий (2 75-мм пехотных орудия и 4 ручных пулемёта)
      - 1 батарея полевых орудий (6 75-мм полевых орудий и 8 ручных пулемётов)

  - 1 самоходная батарея пехотных орудий (6 самоходных 150-мм орудий sIG и 7 ручных пулемётов)
  - 1 (моторизованная) пионерская рота:
    - управление роты (1 ручной пулемёт)
    - 1 (полугусеничный) взвод (6 огнемётов и 6 ручных пулемётов)
    - 1 (моторизованный) миномётный взвод (2 станковых пулемёта и 2 81-мм миномёта)
    - 1 (моторизованный) сапёрный взвод (8 ручных пулемётов и 12 огнемётов)
    - 1 (полугусеничный) сапёрный взвод (12 ручных пулемётов, 1 20-мм пушка и 6 огнемётов)

- 2-й (полугусеничный) моторизованный полк:
  - 1 штаб и штабная рота моторизованного полка
    - 1 взвод связи
    - 1 мотоциклетный взвод (6 ручных пулемётов)

  - 2 моторизованных батальона, каждый из которых имеет:
    - штаб моторизованного батальона
    - 3 (моторизованные) мотопехотные роты (4 станковых пулемёта, 18 ручных пулемётов, 2 81-мм миномёта)
    - 1 (моторизованная) тяжёлая рота
      - 1 управление тяжёлой роты
      - 1 зенитный взвод (6 20-мм зенитных орудий)
      - 1 миномётный взвод (2 ручных пулемёта и 4 120-мм миномёта)

    - 1 (моторизованная) рота снабжения (5 ручных пулемётов)

  - 1 самоходная батарея пехотных орудий (6 самоходных 150-мм орудий SIG и 7 ручных пулемётов)
  - 1 (моторизованная) пионерская рота:
    - 1 управление роты (1 ручной пулемёт)
    - 1 (полугусеничный) взвод (6 огнемётов и 6 ручных пулемётов)
    - 1 (моторизованный) миномётный взвод (2 станковых пулемёта и 2 81-мм миномёта)
    - 1 (моторизованный) сапёрный взвод (8 ручных пулемётов и 12 огнемётов)
    - 1 (полугусеничный) сапёрный взвод (12 ручных пулемётов, 1 20-мм пушка и 6 огнемётов)

- Артиллерийский полк:
  - Штаб полка
  - 1 (моторизованная) штабная батарея (2 ручных пулемёта)
  - 1-й гаубичный артиллерийский дивизион:
    - (самоходный) штаб дивизиона
    - (самоходная) штабная батарея дивизиона (2 ручных пулемёта и 3 20-мм горных зенитных орудия)
    - 2 лёгкие самоходные 105-мм батареи (6 105-мм гаубиц Wespe и 4 ручных пулемета на каждый)
    - 1 тяжёлая самоходная 150-мм батарея (6 150-мм гаубиц Hummel и 4 ручных пулемета)

  - 2-й гаубичный артиллерийский дивизион:
    - 1 (моторизованный) штаб дивизиона
    - 1 (моторизованный) штабная батарея дивизиона (2 пулемета и 3 20-мм горных зенитных орудия)
    - 2 лёгкие (моторизованные) 105-мм батареи (6 105-мм пушек и 4 пулемета на каждую)

  - 3-й гаубичный артиллерийский дивизион:
    - 1 (моторизованная) штаб дивизиона
    - 1 (моторизованный) штабная батарея дивизиона (2 ручных пулемёта) (2 ручных пулемёта и 3 20-мм горных зенитных орудия)
    - 3 тяжёлые (моторизованные) 150-мм батареи (4 150-мм орудия sFH и 4 ручных пулемёта на каждую)

- Зенитный артиллерийский дивизион:
  - 1 (моторизованная) штабной и штабная батарея зенитного батальона (2 ручных пулемёта)
  - 2 (моторизованная) тяжёлые зенитные батареи (4 88-мм, 3 20-мм и 2 ручных пулемёта на каждую)

либо:
- 1 (моторизованная или самоходная) лёгкая зенитная батарея (9 37-мм пушек Flak 43 и 3 счетверенных 20-мм пушки Flak)

или:
- 1 (моторизованная или самоходная) лёгкая зенитная батарея (11 20-мм зенитных орудий)

- Противотанковый артиллерийский дивизион:
  - 1 (самоходный) штаб
  - 1 (самоходная) штабная батарея (1 ручной пулемёт)
  - 1 (самоходный) взвод 75-мм (3 StuG)
  - 3 батареи штурмовых орудий (по 14 StuG)
  - 1 (моторизованная) противотанковая батарея (12 75-мм PAK и 7 ручных пулемётов)
  - 1 (моторизованная) рота снабжения (3 ручных пулемёта)

- Разведывательный батальон:
  - 1-я танковая разведывательная рота (16 лёгких танков Лукс и 25 ручных пулемётов)
  - 2-я (полугусеничная) разведывательная рота (2 75-мм оррудия, 2 81-мм миномёта и 44 ручных пулемёта)
  - 3-я (полугусеничная) разведывательная рота (2 75-мм, 7 20-мм орудий, 2 81-мм миномёта, 3 станковых пулемёта и 30 ручных пулемётов)
  - 4-я (полугусеничная) разведывательная рота
    - 1 штаб (1 ручной пулемёт)
    - 1 взвод орудий поддержки на полугусеничном ходу (6 75-мм, 2 ручных пулемёта)
    - 1 миномётный взвод (6 81-мм миномётов и 2 ручных пулемёта)
    - 1 сапёрный взвод (13 ручных пулемёта)

  - 1 (моторизованная) рота снабжения (4 ручных пулемёта)

- Пионерский батальон:
  - 1 штабная и штабная рота пионерского батальона (14 ручных пулемёта)
  - 2 (моторизованных) пионерские роты (2 станковых пулемёта, 18 ручных пулемётов, 2 81-мм миномёта)
  - 1 (полугусеничная) пионерская рота (2 станковых пулемёта, 43 ручных пулемёта, 6 огнемётов и 2 81-мм миномёта)
  - 1 (моторизованный) лёгкий мостовой поезд

- Батальон связи:
  - 1 штаб батальона связи
  - 1 танковая телефонная рота (11 ручной пулемёт)
  - 1 танковая радиорота (19 ручных пулемётов)
  - 1 (моторизованная) колонна снабжения связистов (2 ручных пулемёта)
- Полевой запасной батальон:
  - 4 роты (50 ручных пулемётов, 12 станковых пулемёта, 6 81-мм миномётов, 2 120-мм миномётов, 1 75-мм PAK, 1 20-мм зенитное орудие, 2 огнемёта и 1 105-мм РСЗО)

- Войска снабжения:
  - Штаб и штабная рота (2 ручных пулемёта)
  - 5 (моторизованных) 120-тонных транспортных рот (8 ручных пулемётов на каждую)
  - 1 (моторизованная) рота снабжения

- Войска технического обслуживания:
  - 3 (моторизованная) роты технического обслуживания (4 ручных пулемёта на каждую — 2 с организацией на 1 ноября 1943 г., 1 с организацией на 1 июля 1944 г.)
  - 1 (моторизованная) 75-тонная колонна технического снабжения (4 ручных пулемёта)

- Продовольственная служба:
  - Штаб
  - 1 (моторизованная) хлебопекарная рота (6 ручных пулемётов)
  - 1 (моторизованная) мясная рота (4 ручных пулемёта)
  - 1 (моторизованная) хозяйственная рота (2 ручных пулемёта)

- Медицинская служба:
  - 2 (моторизованные) медицинские роты (4 ручных пулемёта на каждую)
  - 3 роты скорой помощи

- Прочее
  - 1 (моторизованная) полевая почта
  - 1 (моторизованный) отряд военной полиции[5]

## Организация танкового полка

Состав 7-го танкового полка 10-й танковой дивизии, 28 июня 1942 года.

Состав 69-го моторизованного полка 10-й танковой дивизии, 28 июня 1942 года.

Состав 119-го артиллерийского полка 11-й танковой дивизии, 28 июня 1942 года.

Состав 61-го ПТА дивизиона 11-й танковой дивизии, 28 июня 1942 года.

Состав 209-го пионерского батальона 11-й танковой дивизии, 28 июня 1942 года.

Дивизии, вооружённые танками чехословацкого производства 35(t) и 38(t), оставались трёхбатальонными. Единственной на июнь 1941 года танковой дивизией вооружённой исключительно немецкими танками с танковым полком трёхбатальонного состава была 3-я танковая дивизия c 215 танками. В ней насчитывалось 58 танков Pz.II, 29 танков Pz.III с 37-мм пушками, 81 танк Pz.III с 50-мм пушками, 32 танка Pz.IV и 15 командирских машин. Дивизии 3-го моторизованного корпуса, для сравнения, были меньше. На 22 июня 1941 года в 14-й танковой дивизии 3-го МК было 147 танков: 45 танков Pz.II, 15 танков Pz.III с 37-мм пушкой, 56 танков Pz.III с 50-мм пушкой, 20 танков Pz.IV и 11 вооружённых только пулемётами командирских танков. В составе 13-й танковой дивизии 3-го МК насчитывалось 149 танков: 45 танков Pz.II, 27 танков Pz.III с 37-мм пушкой, 44 танка Pz.III с 50-мм пушкой, 20 танков Pz.IV и 13 командирских машин.
Основной тактической единицей танковых войск вермахта был танковый батальон, который состоял из трёх рот. 2 или 3 батальона образовывали танковый полк.
На момент вторжения в СССР в 1941 г. танковый батальон состоял из:
- двух лёгких танковых рот и одной средней танковой роты;
- штаб батальона (1 танк Pz.III и 2 командирских танка PzBef (Panzerbefehlswagen));
- взвод лёгких танков Pz.II (5 единиц)
- сапёрный взвод;
- зенитный взвод;
- взвод связи.

В каждой лёгкой танковой роте был 1 взвод лёгких танков Pz.II и 3 взвода средних танков Pz.III (все взводы по 5 танков) плюс 2 танка Pz.III во взводе управления. Всего в роте 22 танка — 5 Pz.II и 17 Pz.III.
В средней танковой роте должно было быть по штату 3 взвода средних танков (по 4 танка Pz.IV в каждом) и 1 взвод лёгких танков Pz.II (5 единиц), плюс 2 танка Pz.IV в управлении роты. Всего в роте — 19 танков (14 Pz.IV и 5 Pz.II). В штабе батальона — 3 танка (1 танк Pz.III и 2 PzBef) и взвод лёгких танков из 5 единиц Pz.II. Таким образом, танковый батальон Вермахта имел по штату 1941 г. 71 танк — 20 Pz.II, 35 Pz.III, 14 Pz.IV и 2 PzBef.
| Подразделение           | Pz.II | Pz.III | Pz.IV | PzBef | Всего |
| ----------------------- | ----- | ------ | ----- | ----- | ----- |
| Лёгкая танковая рота I  | 5     | 17     |       |       | 22    |
| Лёгкая танковая рота II | 5     | 17     |       |       | 22    |
| Средняя танковая рота   | 5     |        | 14/10 |       | 19/15 |
| Штаб батальона          | 5     | 1      |       | 2     | 8     |
| Всего                   | 20    | 35     | 14/10 | 2     | 71/67 |

В полку, кроме танковых батальонов, танки были в штабе полка (1 Pz.III и 2 PzBef) и в легком взводе (5 Pz.II). Таким образом в танковом полку двухбатальонного состава должно было быть по штату 142 танка. Из них 45 Pz.II, 71 Pz.III , 20 Pz.IV и 6 PzBef . В полку трёхбатальонного состава по штату должно было состоять 209 танков. Из них 65 Pz.II, 106 Pz.III, 30 Pz.IV и 8 PzBef. Командирские танки (Panzerbefehlswagen) изготавливались на основе Pz.I или Pz.III. До февраля 1941 г. в каждый батальон входил резервный танковый отряд — 2 Pz.II, 3 Pz.III и 1 Pz.IV.
Кроме того, все танковые дивизии в июне 1941 г. имели в саперном батальоне взвод Abwurfvorrichtungen auf Panzerkampfwagen I Ausf.B (укладчик взрывного заряда), штатно насчитывающий 7 машин, а фактически имелось от 8 до 13, большинство — 11. До февраля 1941 г. батальону полагались 2 Pz II. В трех взводах состояли 18 SdRfz 251 с 28/32cm Wurfrahmen 40 и 6 5cm Pak. В батальоне связи дивизии  так же могли числиться до 7 PzBef I.
Один из мотопехотных батальонов должен был оснащаться бронетранспортерами. Всего их полагалась 101 штука: 27 SdKfz 250 и 74 SdKfz 251, из которых 12 были SdKfz 251/2 и 9 SdKfz 251/10.
В артиллерийском полку должны были состоять 1 SdKfz 253 и 21 SdKfz 254 — машины артиллерийских наблюдателей.
Кроме того дивизии в общей сложности полагались 67 бронеавтомобилей: 10 SdKfz 221, 4 SdKfz 222, 4 SdKfz 223, 6 SdKfz 231/232, 15 SdKfz 263, 3 SdKfz 247, 3 SdKfz 260 и 22 SdKfz 261.
С поступлением в 1943 году новых средних танков «Пантера» штатный состав батальона был изменён в пользу унификации. Танки Pz.II и Pz.III были выведены на вспомогательные роли, и танковые роты стали оснащаться однотипными машинами — Pz.IV либо «Пантера». Теперь танковый батальон состоял из 4 рот четырёхвзводного состава (5 танков в каждом взводе) и 2 танка взвода управления; 8 танков входило в управление батальона — всего 96 танков.
В 1943 году элитные танковые соединения — моторизованная дивизия вермахта «Великая Германия» и танковые дивизии СС «Адольф Гитлер», «Рейх» и «Мёртвая голова» — имели по одной роте тяжёлых танков «Тигр», состоящей из 3-х взводов по 4 танка и 2-х танков в штабе роты — всего 14 танков.
Танковая дивизия по штату апреля 1944 года состояла из танкового полка в составе батальона танков PzKpw.IV и батальона танков «Пантера». В состав батальона по штату входили:
- 8 штабных танков (3 во взводе связи и 5 в разведывательном взводе);
- 4 роты по 22 танка (в роте 2 командирских танка и 4 взвода по 5 линейных машин);
- взвод ПВО, вооружённый 4 зенитными установкамии 20мм Wirbelwind либо 37мм Ostwind/Möbelwagen на шасси PzKpf.IV;
- сапёрный взвод;
- техническая рота из ремонтно-эвакуационных машин «Bergepanzer III» или «Bergepanther».

Всего батальон по штату должен был иметь 96 танков, но на практике количество танков было в 1.5 раза меньше и составляло около 50—60 единиц. В дальнейшем число танков в ротах сокращалась сначала до 17 машин в ноябре 1944 года, потом до 14 машин, и к весне 1945 года до 10 танков — всего 76, 64 и 48 машин в батальоне (штаты танковых рот вермахта K.St.N. 1177 Ausf. A, K.St.N. 1177 Ausf. B и K.St.N. 1177a).
| Подразделение | апр. 1944   | ноя. 1944   | янв. 1945   | май. 1945   |
| ------------- | ----------- | ----------- | ----------- | ----------- |
| Роты          | 22 × 4 = 88 | 17 × 4 = 68 | 14 × 4 = 56 | 10 × 4 = 40 |
| Штаб          | 8           | 8           | 8           | 8           |
|               | 96          | 76          | 64          | 48          |

Состав 61-го развед. батальона 11-й танковой дивизии, 28 июня 1942.

По штату 1945 года, отдельные батальоны тяжёлых танков нем. Schwere Panzer Abteilung) «Тигр» и Тигр II состояли из трёх рот, имевших 3 взвода по 4 танка плюс 2 — во взводе управления, всего 14 танков в роте. Ещё 3 танка было в штабе батальона. Итого в батальоне было 45 танков «Тигр» или «Тигр II». В батальоне также были пять ремонтно-эвакуационных машин «Bergepanther», 34 тягача, 171 автомобиль и 11 зенитных танков Wirbelwind. Батальон использовался целиком или отдельными ротами как средство усиления пехотных, танковых и моторизованных соединений.

## Вооружение

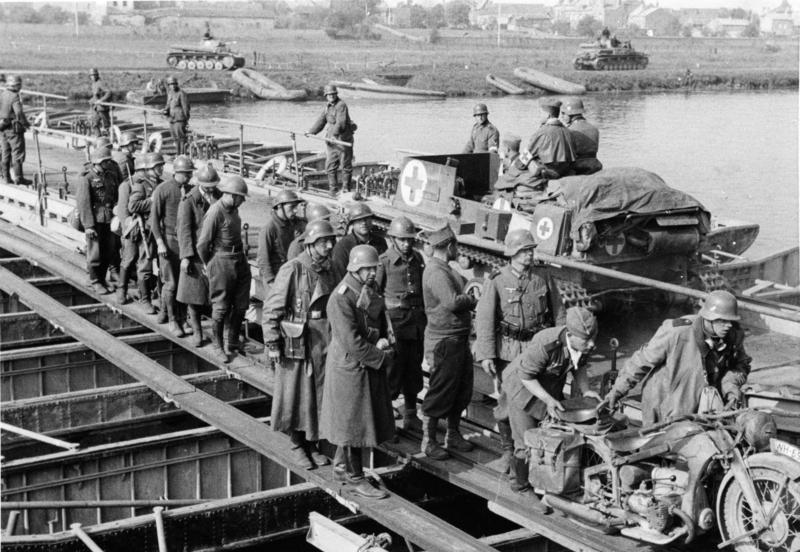
Переправа 1-го танкового полка через Маас у Седана 14 мая 1940 года

### 1939—1942
Лёгкие танки Pz.I, Pz.II, чешские Pz.35(t), Pz.38(t), средние Pz.III, Pz.IV, бронетранспортёры: лёгкие Sd Kfz 250 и средние Sd Kfz 251 и др. С конца 1940 года при реорганизации танковых дивизий основной машиной лёгкой танковой роты стал Pz-III (17 Pz-III и 5 Pz-II в каждой), а средней — Pz-IV (14 Pz-IV и 5 Pz-II). Личное вооружение танкистов: пистолет-пулемёт MP 40, пистолет Walther P38 (или Luger P08), гранаты.

### 1943—1945
- 1943 — Модифицированные варианты Pz.IV, Pz.V «Пантера».

### Трофейная техника

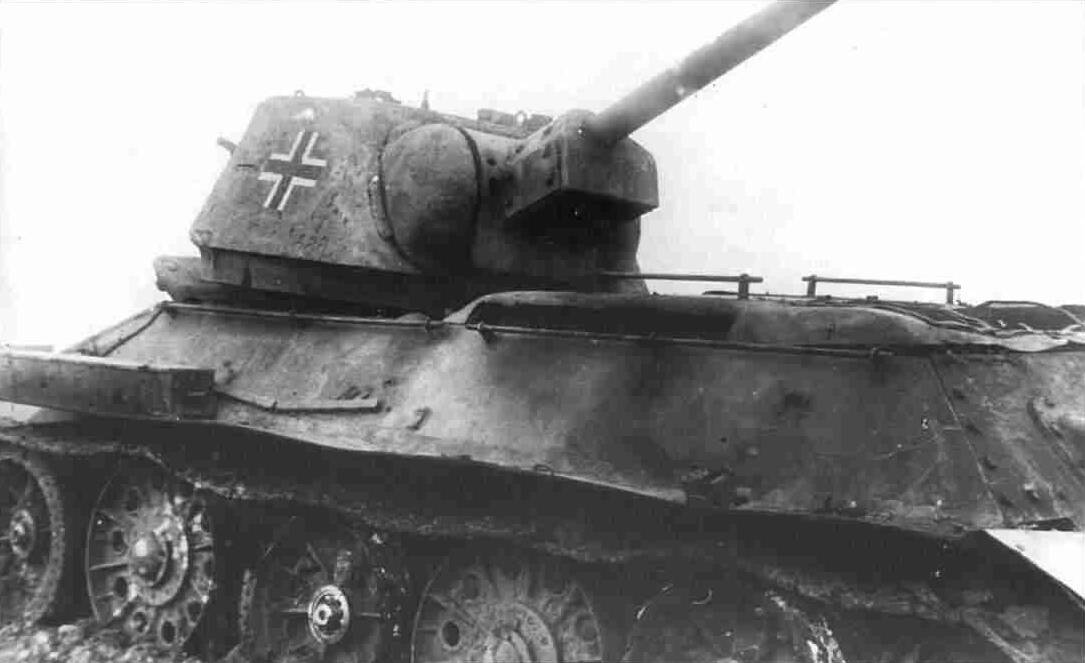
Т-34 советского производства, захваченный 2-й танковой дивизией СС «Рейх» и подбитый в ходе Курской битвы советской артиллерией. Июль 1943 года, Курская дуга.

Во время войны немцы охотно использовали также трофейную технику. Так, у африканского корпуса Роммеля на вооружении также были английские танки:
- Pz Mk II 478 (e) — Трофейные английские пехотные танки Matilda Mk II
- Pz Mk III 479 (e) — Трофейные английские пехотные танки Valentine Mk III

В 1-й, 8-й и 11-й танковых дивизиях в 1941 году на вооружении состояли трофейные танки Т-34.
Во 2-й танковой дивизии СС «Рейх» (2-й танковый корпус СС) в 1943 году на вооружении было 25 танков Т-34, они участвовали в битве на Курской дуге (в том числе 8 из них — в сражении под Прохоровкой). Трофейными советскими танками первоначально был вооружён противотанковый дивизион, который к началу Курской битвы был переформирован в 3-й танковый батальон 2-го танкового полка 2-й моторизованной дивизии СС «Рейх» (нем. III. Abteilung/SS-Panzer-Regiment 2). Германское командование было вынуждено пойти на это, чтобы восполнить отсутствие 1-го батальона 2-го танкового полка СС (нем. I. Abteilung/SS-Panzer-Regiment 2), который 17 апреля 1943 года отбыл в Германию для получения новой техники (танков PzKpfw V Panther) и вернулся на фронт уже после завершения Курской битвы.
- Весной 1942 на вооружение танковых дивизий СС были поставлены противотанковые САУ Marder II, вооружённые модифицированными советскими орудиями Ф-22 — Pak 36(r)[~ 4].

## Средства связи
По штату февраля 1941 г., в лёгкой танковой роте танкового батальона немецкой танковой дивизии приёмопередатчики «Fu.5» устанавливались на трёх «Pz.II» и пяти «Pz.III», а на двух «Pz.II» и двенадцати «Pz.III» ставились только приёмники «Fu.2».
В средней танковой роте приёмопередатчики имели пять «Pz.IV» и три «Pz.II», а два «Pz.II» и девять «Pz.IV» — только приёмники.
На «Pz.I» приёмопередатчики «Fu.5» вообще не ставились, за исключением специальных командирских «kIPz.Bef.Wg.I».

## Организация тяжёлой танковой роты
ОШС моторизованных полков
 11-й танковой дивизии на 28 июня 1942 года
- Штаб
  - 1 командир роты (офицер) — 1 пистолет
  - 1 гауптфельдфебель (сержант) — 1 пистолет
  - 1 сержант-оружейник — 1 пистолет
  - 1 командир танка (сержантский состав) — 1 пистолет
  - 2 артиллериста (сержантский состав) — без личного оружия
  - 1 радист (сержантский состав) — 1 пистолет
  - 2 водителя танков (сержантский состав) — 2 пистолета и, либо 2 танка «Тигр» Sd Kfz 181 (88 мм 36 L/56), либо 2 танка «Тигр» Sd Kfz 182 (88 мм 43 L/71)
  - 1 радист — 1 пистолет
  - 2 заряжающих — 2 пистолета
  - 1 посыльный 1 винтовка
  - 2 мотоциклиста 2 винтовки и 2 Sd Kfz 2 Kettenkraftkrads
  - 2 водителя 2 винтовки и 2 лёгких четырёхместных пассажирских автомобиля (volkswagen)
- 1-й взвод:
  - 1 командир взвода (и командир танка) (офицер) — 1 пистолет
  - 3 командира танков (сержанты) — 3 пистолета
  - 3 артиллериста (сержанты) — без личного оружия
  - 1 радист (сержантский состав) — 1 пистолет
  - 4 водителя танков — 4 пистолета и либо 4 танка «Тигр» Sd Kfz 181 (88 мм 36 L/56) или 4 танка «Тигр» Sd Kfz 182 (88mm 43 L/71)
  - 1 пулеметчик — без личного оружия
  - 3 радиста — 3 пистолета
  - 4 заряжающих — 4 пистолета
- 2-й взвод: то же, что и 1-й взвод
- 3-й взвод: то же, что и 1-й взвод
- Запасные экипажи:
  - 2 командира танков (сержанты) — 2 пистолета
  - 2 водителя (сержанты) — 2 пистолета
  - 2 артиллериста — 2 пистолета
  - 2 радиста — 2 пистолета
  - 2 заряжающих — 2 пистолета[13]

|                 | Офицеры | Унтер-офицеры | Солдаты |
| --------------- | ------- | ------------- | ------- |
| Управление роты | 1       | 8             | 8       |
| 1-й взвод       | 1       | 11            | 8       |
| 2-й взвод       | 1       | 11            | 8       |
| 3-й взвод       | 1       | 11            | 8       |
| Запасные        | —       | 4             | 6       |
| Всего           | 4       | 45            | 38      |